# La ruta
La ruta és una sèrie de televisió per internet espanyola de drama coming-of-age, creada per Borja Soler i Roberto Martín Maiztegui per a Atresplayer Premium. Va ser produïda per Cavall Films i és protagonitzada per Àlex Monner, Claudia Salas, Ricardo Gómez, Elisabet Casanovas i Guillem Barbosa. Es va estrenar en Atresplayer Premium el 13 de novembre de 2022.
El 20 de setembre de 2022, durant la presentació de les seves futures ofertes en el Festival Internacional de Cinema de Sant Sebastià, Atresplayer Premium va anunciar que havia renovat la sèrie per una segona temporada abans de l'estrena de la primera, la qual tindria de títol La ruta: Ibiza.

## Trama
La sèrie s'enfoca en cinc amics – Marc Ribó (Àlex Monner), Toni (Claudia Salas), Sento (Ricardo Gómez), Nuria (Elisabet Casanovas) i Lucas Ribó (Guillem Barbosa) – del municipi de Sueca, Província de València, durant els anys més significatius i els menys coneguts de la Ruta Destroy, o Ruta del Bakalao - des que van entrar per primera vegada en Barraca en 1981 amb 18 anys, fins que s'acomiaden en una massificada Ruta amb 30 anys en 1993.

## Repartiment

### Repartiment principal
- Àlex Monner com Marc Ribó
- Claudia Salas com Antonia "Toni" Mochales
- Ricardo Gómez com Vicente "Sento" Alberola
- Elisabet Casanovas com Nuria Miralles Pont
- Guillem Barbosa com Lucas Ribó

### Reparto secundari
- Sonia Almarcha com Carmen
- Luis Bermejo com Miguel Ribó
- Victoria Oliver com Vero
- Candela Pradas com Carla Gascó Gutiérrez
- Rulo Pardo com Rulo
- Sergio del Fresno com Roger Mansilla
- David Climent com Eduardo Roig
- Josep Manel Casany com Giner
- Rosana Espinós com Antonia
- Oriol Pla com Manu
- Nao Albet com Enric
- Héctor Juezas com Arturo Roger
- Inma Sancho com Puri Spook
- Hugáceo Crujiente com la Emperatriz

## Episodis
| Núm. | Títol                 | Direcció              | Guió                                                                                        | Data d'emissió original |
| ---- | --------------------- | --------------------- | ------------------------------------------------------------------------------------------- | ----------------------- |
| 1    | «Puzzle, 93»          | Borja Soler           | Roberto Martín Maiztegui, Clara Botas, Silvia Herreros de Tejada y Borja Soler              | 13 de novembre de 2022  |
| 2    | «N.O.D., 91»          | Borja Soler           | Clara Botas, Roberto Martín Maiztegui, Silvia Herreros de Tejada y Borja Soler              | 13 de novembre de 2022  |
| 3    | «Actv, 89»            | Borja Soler           | Roberto Martín Maiztegui, Clara Botas, Silvia Herreros de Tejada y Borja Soler              | 20 de novembre de 2022  |
| 4    | «Espiral, 87. Cara A» | Belén Funes           | Clara Botas, Roberto Martín Maiztegui, Silvia Herreros de Tejada y Borja Soler              | 27 de novembre de 2022  |
| 5    | «Espiral, 87. Cara B» | Belén Funes           | Pablo Remón, Clara Botas, Roberto Martín Maiztegui, Silvia Herreros de Tejada y Borja Soler | 4 de desembre de 2022   |
| 6    | «Spook Factory, 85»   | Carlos Marqués-Marcet | Clara Botas, Roberto Martín Maiztegui, Silvia Herreros de Tejada y Borja Soler              | 11 de desembre de 2022  |
| 7    | «Chocolate, 83»       | Carlos Marqués-Marcet | Roberto Martín Maiztegui, Clara Botas, Silvia Herreros de Tejada y Borja Soler              | 18 de desembre de 2022  |
| 8    | «Barraca, 81»         | Borja Soler           | Clara Botas, Roberto Martín Maiztegui, Silvia Herreros de Tejada y Borja Soler              | 25 de desembre de 2022  |

## Producció
El 12 d'octubre de 2020, es va anunciar que Atresplayer Premium havia encarregat a la productora Caballo Films (coneguda per produir les pel·lícules de Rodrigo Sorogoyen, així com la seva sèrie Antidisturbios) una sèrie sobre la Ruta Destroy, anomenada La ruta, la qual va ser creada per Borja Soler i Roberto Martín Maiztegui. Al desembre de 2021, durant el Atresplayer Premium Day, es va anunciar que el repartiment de la sèrie estava encapçalat per Àlex Monner, Claudia Salas, Ricardo Gómez, Elisabet Casanovas i Guillem Barbosa. El rodatge de la sèrie va començar al febrer de 2022 a la Comunitat Valenciana, durant 18 setmanes.
El 20 de setembre de 2022, el director de continguts d'Atresmedia, José Antonio Antón, va anunciar que la sèrie va ser renovada per una segona temporada abans de l'estrena de la primera, ambientada en Eivissa i sota el nom de La ruta: Ibiza; no obstant això, també va dir que la segona temporada no pretenia continuar la història de la primera, i que no s'havia decidit encara si tornarien personatges de la primera temporada o si, per contra, se centraria en un grup completament nou.

## Llançament
Al juliol de 2022, Atresplayer Premium va anunciar que La ruta seria una de les tres sèries de la plataforma (les altres dues sent La novia gitana i la segona temporada de Cardo) que es presentarien en el Festival Internacional de Cinema de Sant Sebastià. La presentació i projecció de la sèrie va tenir lloc el 22 de setembre de 2022. Aquest mateix dia, es va anunciar que la sèrie s'estrenaria a Atresplayer el 13 de novembre de 2022.

## Premis
| Any  | Premi                              | Categoria                                | Nominat                                                                       | Resultat  | Ref    |
| ---- | ---------------------------------- | ---------------------------------------- | ----------------------------------------------------------------------------- | --------- | ------ |
| 2023 | X Premis Feroz                     | Millor sèrie dramàtica                   | Millor sèrie dramàtica                                                        | Guanyador | [ 10 ] |
| 2023 | X Premis Feroz                     | Millor actriu protagonista d'una sèrie   | Claudia Salas                                                                 | Guanyador | [ 10 ] |
| 2023 | X Premis Feroz                     | Millor actor protagonista d'una sèrie    | Àlex Monner                                                                   | Nominat   | [ 10 ] |
| 2023 | X Premis Feroz                     | Millor actriu de repartiment d'una sèrie | Elisabet Casanovas                                                            | Nominat   | [ 10 ] |
| 2023 | X Premis Feroz                     | Millor actor de repartiment d'una sèrie  | Ricardo Gómez                                                                 | Nominat   | [ 10 ] |
| 2023 | X Premis Feroz                     | Millor guió d'una sèrie                  | Borja Soler, Roberto Martín Maiztegui, Clara Botas, Silvia Herreros de Tejada | Guanyador | [ 10 ] |
| 2023 | XXXI Premis de la Unión de Actores | Millor actor secundari de televisió      | Ricardo Gómez                                                                 | Pendent   | [ 11 ] |